# 韓道一
韓道一（英語：Stanislaus Han Dao-yi；1894年—2000年10月27日），中國籍，天主教神父，中國天主教愛國會自選自聖河南開封總教區主教（1993年-2000年）。

## 生平
韓道一出生於1920年，在中華民國河南省。1944年，他14歲時進入北京若石神哲學院學習。1947年，韓道一在27歲時晉鐸，且在輔仁大學繼續進修，及在1952年畢業。1958年，回到河南省及被派到清豐縣傳教。
1966年至1979年的文化大革命期間，總教區所有宗教活動停止，政府沒收教會財產，神職人員被強迫勞動改造。改革開放後教會逐步恢復運作，1981年韓道一神父出任開封總教區公開教會團體教區署理，且在1991年出任湖北中南神哲學院教授。
1993年開封總教區的神職人員、修女和信徒由中國政府控制的中國天主教愛國會強迫下選出韓道一，成為開封總教區主教候選人。1993年11月7日，韓道一在北京由山東濟南總教區主教宗懷德主禮，北京總教區非法主教傅鐵山和江蘇海門教區非法主教郁成才襄禮自選自聖晉牧。事後，因韓道一在未獲得時任教宗若望保祿二世准許，自選自聖及進一步分裂教會，違反《天主教法典》被絕罰。同時，聖座只承認地下教會團體梁希聖主教才是真正開封總教區正權主教。
2000年10月27日，韓道一神父在中國河南省開封逝世，享年80歲。